# Massimo Troisi
Massimo Troisi (San Giorgio a Cremano, Nápoles; 19 de febrero de 1953 - Lido di Ostia, Roma; 4 de junio de 1994) fue un director, comediante, actor y guionista cinematográfico italiano.

## Biografía

Massimo Troisi en el Festival de Venecia de 1989

Nació en el seno de una familia numerosa: de hecho, transcurre su infancia en la casa familiar junto a sus padres, cinco hermanos, dos de sus abuelos, varios tíos y cinco primos.
Empezó a actuar durante sus estudios de secundaria en el grupo teatral «I saraceni», junto con Lello Arena, Enzo Decaro, Valeria Pezza y Nico Mucci. En 1972, el grupo se convirtió en Centro Teatro Spazio, estableciéndose en la localidad natal de Troisi y entroncando con la tradición del teatro napolitano.
En 1977, como evolución del Centro Teatro Spazio, nació La Smorfia, formación que alcanzó el éxito con el trío compuesto por Troisi, Arena y Decaro. El programa Cordialmente insieme dio a conocer al gran público la formación, que pasó a la televisión con el programa Non stop y, en 1979, Luna Park. En esta época nacieron los sketches más celebrados del trío, que finalizaban con la frase «Così è (se vi piace)» —«Así es (si les gusta)»—, título que hace referencia a la famosa obra del premio nobel de literatura Luigi Pirandello.
En 1981 debutó en el mundo del cine con Empezar desde tres (Ricomincio da tre), realizando las tareas de director, guionista y protagonista del filme, que obtuvo un gran éxito de público y crítica.  Su segunda obra importante en el cine fue Perdón por el retraso (Scusate il ritardo), estrenada en 1983. El año siguiente salió Sólo nos queda llorar (Non ci resta che piangere), cuya dirección compartió con Roberto Benigni.
Posteriormente trabajó como actor a las órdenes del director Ettore Scola en tres películas consecutivas: Splendor (1989), ¿Qué hora es? (Che ora è, también en 1989) y El viaje del capitán Fracassa (Il viaggio di Capitan Fracassa, 1990).
Su última película como director fue El amor no es lo que parece (Pensavo fosse amore... invece era un calesse), en 1991.
En 1994 realizó una magistral interpretación en el papel protagonista de la exitosa película de Michael Radford El cartero y Pablo Neruda (Il Postino), junto a Maria Grazia Cucinotta. Apenas veinticuatro horas después de finalizar el rodaje, el 4 de junio, Massimo Troisi falleció en Ostia (Roma) mientras dormía, víctima de una enfermedad cardíaca que sufría desde hacía tiempo. Por su trabajo en este filme, fue nominado póstumamente al Oscar al mejor actor.

## Filmografía

### Actor

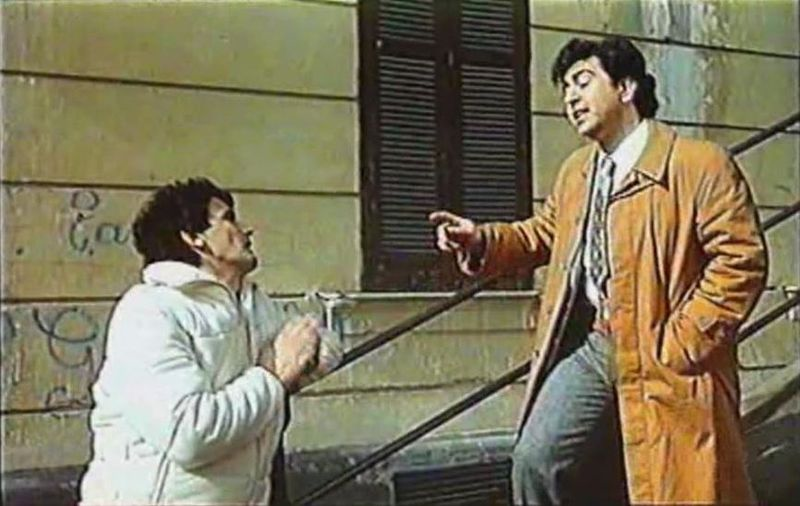
Troisi con Lello Arena en Empezar desde tres (1981)

- Empezar desde tres (Ricomincio da tre), de Massimo Troisi (1981)
- Morto Troisi, viva Troisi!, de Massimo Troisi - telefilme (1982)
- No grazie, il caffè mi rende nervoso, de Lodovico Gasparini (1982)
- Perdón por el retraso (Scusate il ritardo), de Massimo Troisi (1983)
- "FF.SS." - Cioè: "...che mi hai portato a fare sopra a Posillipo se non mi vuoi più bene?", de Renzo Arbore (1983)
- Sólo nos queda llorar (Non ci resta che piangere), de Roberto Benigni y Massimo Troisi (1984)
- Hotel Colonial, de Cinzia TH Torrini (1987)
- Le vie del Signore sono finite, de Massimo Troisi (1987)
- Splendor, de Ettore Scola (1989)
- ¿Qué hora es? (Che ora è), de Ettore Scola (1989)
- El viaje del capitán Fracassa (Il viaggio di Capitan Fracassa), de Ettore Scola (1990)
- El amor no es lo que parece (Pensavo fosse amore... invece era un calesse), de Massimo Troisi (1991)
- El cartero (y Pablo Neruda) (Il postino), de Michael Radford y, no acreditado, Massimo Troisi (1994)

### Director
- Empezar desde tres (Ricomincio da tre) (1981)
- Morto Troisi, viva Troisi! - telefilme (1982)
- Perdón por el retraso (Scusate il ritardo) (1983)
- Sólo nos queda llorar (Non ci resta che piangere), junto con Roberto Benigni (1984)
- Le vie del Signore sono finite (1987)
- El amor no es lo que parece (Pensavo fosse amore... invece era un calesse) (1991)
- El cartero (y Pablo Neruda) (Il postino), no acreditado, junto con Michael Radford (1994)

### Guionista
- Empezar desde tres, con Anna Pavignano
- Morto Troisi, viva Troisi!, con Lello Arena y Anna Pavignano
- Perdón por el retraso, con Anna Pavignano
- Sólo nos queda llorar, con Roberto Benigni y Giuseppe Bertolucci
- Le vie del Signore sono finite, con Marco Messeri y Anna Pavignano
- El amor no es lo que parece, con Anna Pavignano
- El cartero (y Pablo Neruda), con Anna Pavignano, Michael Radford, Furio Scarpelli y Giacomo Scarpelli

## Premios y distinciones
Premios Óscar
| Año  | Categoría                     | Película                  | Resultado |
| ---- | ----------------------------- | ------------------------- | --------- |
| 1996 | Oscar al mejor actor          | El cartero y Pablo Neruda | Candidato |
| 1996 | Oscar al mejor guion adaptado | El cartero y Pablo Neruda | Candidato |

Festival Internacional de Cine de Venecia
| Año  | Categoría                      | Película      | Resultado |
| ---- | ------------------------------ | ------------- | --------- |
| 1989 | Copa Volpi al mejor actor      | ¿Qué hora es? | Ganador   |
| 1989 | Ciak d'oro - Mejor actor       | ¿Qué hora es? | Ganador   |
| 1989 | Premio Pasinetti - Mejor actor | ¿Qué hora es? | Ganador   |

David de Donatello
| Año  | Categoría      | Película                  | Resultado |
| ---- | -------------- | ------------------------- | --------- |
| 1981 | Mejor película | Empezar desde tres        | Ganador   |
| 1981 | Mejor actor    | Empezar desde tres        | Ganador   |
| 1981 | Mejor guion    | Empezar desde tres        | Candidato |
| 1990 | Mejor actor    | ¿Qué hora es?             | Candidato |
| 1995 | Mejor actor    | El cartero y Pablo Neruda | Candidato |

Nastro d'argento
| Año  | Categoría                   | Película                       | Resultado |
| ---- | --------------------------- | ------------------------------ | --------- |
| 1981 | Mejor director principiante | Empezar desde tres             | Ganador   |
| 1981 | Mejor actor principiante    | Empezar desde tres             | Ganador   |
| 1981 | Mejor guion                 | Empezar desde tres             | Ganador   |
| 1988 | Mejor guion                 | Le vie del Signore sono finite | Ganador   |
| 1995 | Nastro d'argento especial   | El cartero y Pablo Neruda      | Ganador   |

Globo d'oro
| Año  | Categoría              | Película           | Resultado |
| ---- | ---------------------- | ------------------ | --------- |
| 1981 | Mejor ópera prima      | Empezar desde tres | Ganador   |
| 1981 | Mejor actor revelación | Empezar desde tres | Ganador   |

Premios del Sindicato de Actores
| Año  | Categoría   | Película                  | Resultado |
| ---- | ----------- | ------------------------- | --------- |
| 1996 | Mejor actor | El cartero y Pablo Neruda | Candidato |